# Vimaria-Brunnen

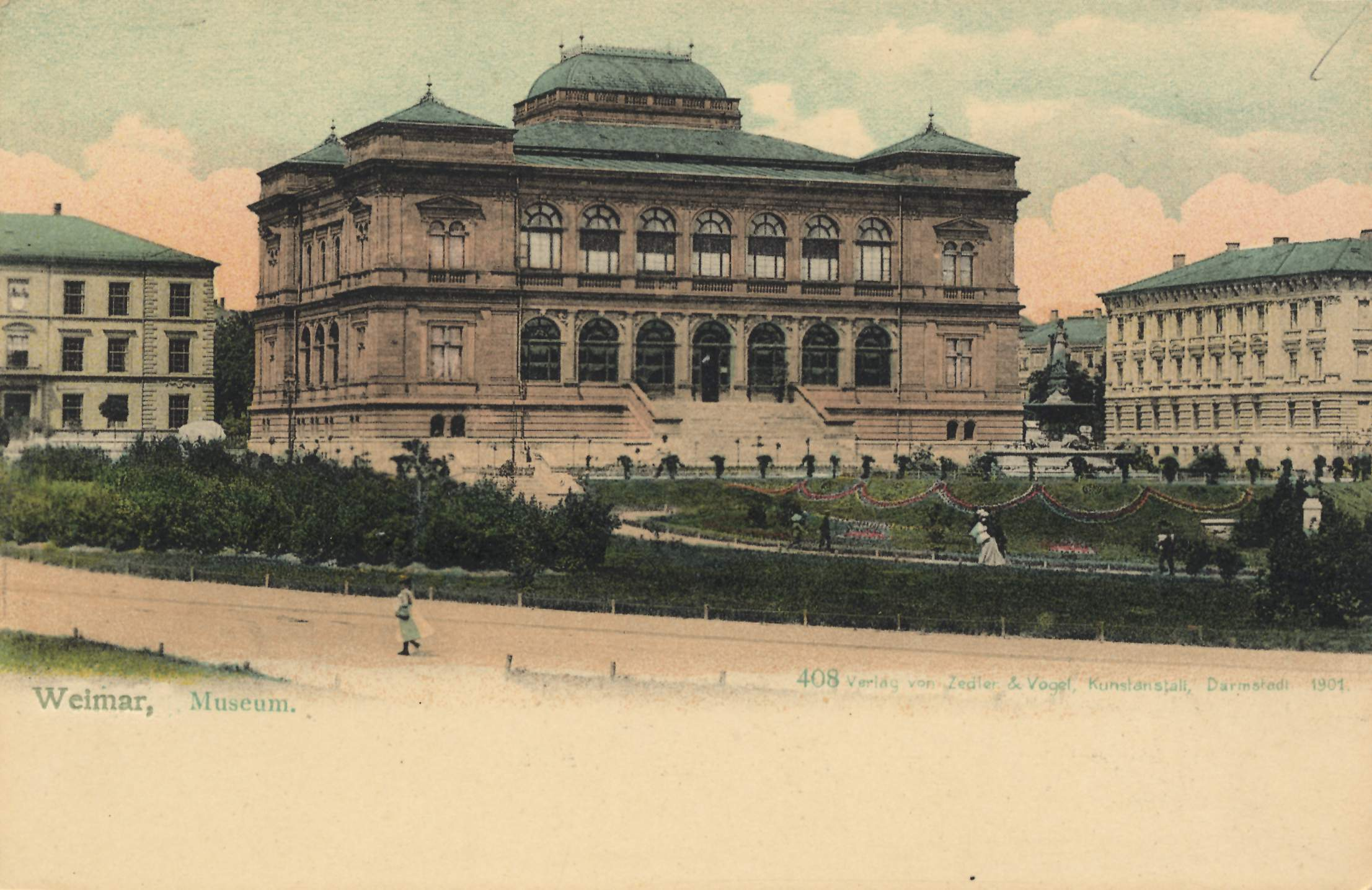
Neues Museum: davor der dem Vimaria-Brunnen auf einer alten Postkarte

Park im Asbach-Grünzug, Vimaria-Brunnen, Museum (1934)

Der Vimaria-Brunnen vor dem Neuen Museum Weimar in der Nordvorstadt auf der Eingangsseite auf dem heutigen Jorge-Semprún-Platz (vormals u. a. Karl-August-Platz, Karl-Marx-Platz bzw. Weimar-Platz) in Weimar war einer der prächtigsten Brunnen in Weimar.

## Geschichte
Benannt war er nach der zentralstehenden Figur, der Schutzgöttin Vimaria. Eingeweiht wurde er am 26. Juni 1875. Umgeben war der zentral angelegte Brunnen von einem großzügig angelegten Blumenbeet.  Die auf einem ornamentierten Sockel stehende mit einer Mauerkrone bekrönte weibliche Statue, die der Stadt zugewandt war, erhob im Segnungsgestus die rechte Hand, während sie mit der linken auf dem Schild mit dem Löwenwappen aufstützte.
Geschaffen wurde er von dem Bildhauer Robert Härtel. Er gestaltete den Brunnen im Stile der Neorenaissance, welches dem des Museums selbst entsprach. Laut dem Geologen Walter Steiner wurden die Stufen am Brunnen aus Kirchenlamitzer Granit aus dem Fichtelgebirge, der Brunnen selbst aus Sandstein aus Berka oder Nebra (Unstrut), gefertigt.
Im Jahr 1937 musste der Brunnen dem Bau des Gauforums weichen. Die Brunnenfigur soll an eine großherzoglich-sächsische Familie im schlesischen Heinrichau verkauft worden sein, ohne dass es von dieser bestätigt wurde. Sie gilt seither als verschollen. Auch der benachbarte Asbach-Viadukt verschwand.
Heute erinnert ein kleiner, nahezu ebenerdiger Springbrunnen an dieser Stelle an den einstigen Vimaria-Brunnen. Die darunter befindliche Brunnenkammer wurde 2005 beim Bau der Tiefgarage zum Weimar-Atrium größtenteils zerstört.